# نديم كورسل

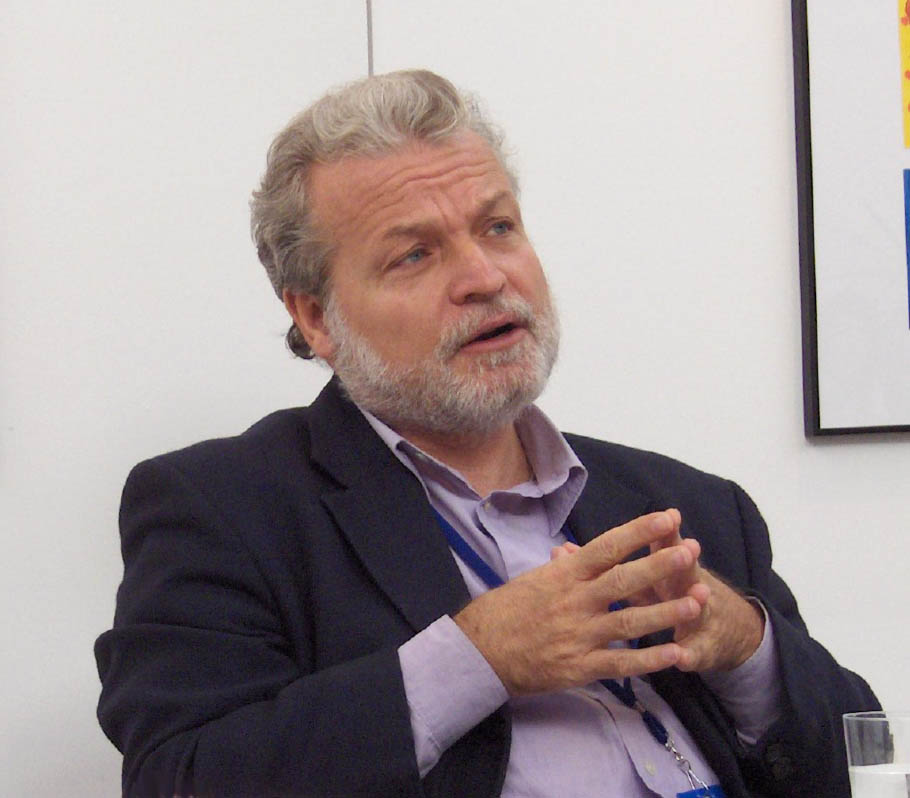
نديم غورسيل

نديم كورسل (بالتركية: Nedim Gürsel)‏ هو كاتب تركي ولد في 5 أبريل 1951م، في غازي عنتاب. في أواخر الستينات، كان قد نشر قصص ومقالات في المجلات التركية. وبعد تخرجه من المدرسة الثانوية في عام 1970، درس في السوربون. في عام 1974 تخرج من السوربون فرع «الأدب الفرنسي الحديث». في عام 1979، حصّل شهادة دكتوراه في الأدب المقارن بعد الانتهاء من أطروحة عن لويس أراغون وناظم حكمت. وعاد إلى تركيا ولكن الاضطرابات هناك في عام 1980 أقنعته بالعودة إلى فرنسا.
في عام 1976، نشر مجموعة من القصص بعنوان «صيف دون نهاية»، تلقي كورسل عام 1977 أعلى جائزة أدبية في تركيا، هي جائزة أكاديمية اللغة التركية عن هذه المجموعة القصصية.
كورسل هو أحد الأعضاء المؤسسين «للبرلمان الدولي للكتاب». اليوم هو مواطن فرنسي، يعلم الأدب التركي المعاصر في جامعة السوربون، ويعمل كمدير البحوث في «الأدب التركي» في مركز البحوث الدولي (CNRS) (الأبحاث).

## روابط خارجية
- نديم كورسل على موقع مونزينجر (الألمانية)